# Білозорка чилійська
Білозорка чилійська (Tachycineta leucopyga) — вид горобцеподібних птахів родини ластівкових (Hirundinidae).

## Поширення
Цей вид розмножується у Чилі та аргентинській Патагонії. З наближенням зими мігрує на північ, досягаючи центральної Болівії, Парагваю та південно-східної Бразилії. Ця ластівка, зазвичай, живе на відкритих місцях біля води.

## Опис
Білозорка чилійська сягає близько 13 сантиметрів завдовжки і важить 15–20 грамів. Верхня частина тіла глянцева синьо-чорна, а нижня частина тіла та поперек білі. Крила та хвіст чорні, з білими кінчиками на внутрішніх вторинних і третинних крила. Криючі та допоміжні крил сірого кольору. Дзьоб і ноги чорні.

## Спосіб життя
Харчується літаючими комахами. Трапляється парами або невеликими групами. Гніздо розташоване в дуплі дерева, або між скелями чи штучними спорудами. Будує своє гніздо з пір'я та деяких рослинних волокон.